# Serica kalabi
Serica kalabi är en skalbaggsart som beskrevs av Ahrens 2005. Serica kalabi ingår i släktet Serica och familjen Melolonthidae. Inga underarter finns listade i Catalogue of Life.